# Un momento di follia
Un momento di follia (Un moment d'égarement) è un film del 2015 diretto da Jean-François Richet.
È il remake del film del 1977 Un moment d'égarement, diretto da Claude Berri.

## Trama
Antoine e Laurent, due padri divorziati, amici di vecchia data, decidono di passare le vacanze estive in una tenuta di famiglia in Corsica con le loro rispettive figlie diciassettenni Louna e Marie. Ma l'inatteso è dietro l'angolo.

## Critica
Particolarmente apprezzata fu la prova della giovane Lola Le Lann, che dichiarò di essersi ispirata alla Lolita di Kubrick. La giovane attrice si mostra in alcune scene ad alto contenuto erotico, tra cui anche un nudo integrale. 